# Nguyễn Đặng Minh Mẫn
Nguyễn Đặng Minh Mẫn (Trà Vinh, 1985) es una activista de derechos humanos. Al ver las desigualdades sociales en Vietnam, se convirtió en una fotoperiodista independiente y publicó fotografías online como una fuente de noticias alternativa a los medios controlados por el estado.
En 2010, a los 25 años, participó en el movimiento contra las reclamaciones territoriales de China en la disputa del mar del sur de China. Fotografió con la sigla “HS-TS-VN” – una abreviación de “Spratly y Paracel, islas de Vietnam para apoyar las reivindicaciones de soberanía vietnamitas sobre las islas de Hoang Sa (islas Paracels) y Truong Sa (islas Spratleys).
Viajó y documentó la brutalidad policial, la corrupción gubernamental y la protesta pública pacífica, incluida la gran manifestación contra China celebrada en Saigón el 5 de junio de 2011.
El 31 de julio de 2011, las autoridades vietnamitas detuvieron a Minh Mẫn junto con su madre (Đặng Ngọc Minh) y su hermano (Nguyễn Đặng Vĩnh Phúc). Durante un juicio de dos días de duración de 14 activistas vietnamitas en enero de 2013, Minh Mẫn recibió una de las penas más largas, 8 años de prisión y 5 años de arresto domiciliario. 
Fue encarcelada en Prison Camp 5, Yen Dinh, Thanh Hoa, hasta su liberación el 2 de agosto de 2019.

## Arresto en 2011
Como parte de una represión masiva contra activistas juveniles vietnamitas en 2011, las autoridades vietnamitas arrestaron el 31 de julio a Nguyễn Đặng Minh Mẫn, junto con su madre, Đặng Ngọc Minh, y su hermano, Nguyễn Đặng Vĩnh Phúc. Las autoridades vietnamitas no tenían orden de arresto y confiscaron la cámara de Minh Mẫn y otros materiales de fotoperiodismo.
Minh Mẫn y su familia estuvieron detenidos arbitrariamente durante más de 17 meses antes de ir a juicio.

## Condena en 2013
Del 8 al 9 de enero de 2013, el Tribunal Popular de la provincia de Nghệ An celebró un juicio para condenar a 14 activistas de la democracia vietnamitas, incluido Nguyễn Đặng Minh Mẫn.Todos ellos fueron condenados entre 3 y 13 años de prisión por cargos de subversión en virtud del artículo 79 del Código Penal de Vietnam.
Minh Mẫn y su madre fueron acusadas de pintar el eslogan “HS. TS. VN ", que representa los reclamos de Vietnam sobre las islas Paracel y Spratly. El gobierno vietnamita en realidad está de acuerdo con el eslogan que afirma las islas que pertenecen a Vietnam, pero temen las protestas públicas.
Junto con los otros activistas en juicio, Minh Mẫn también fue acusado de participar en Việt Tân, una organización prodemocrática que tiene como objetivo establecer la democracia y reformar Vietnam a través de medios pacíficos y políticos.
Minh Mẫn fue inicialmente condenada a 9 años de prisión, pero luego se modificó a 8 años de prisión y 5 años de arresto domiciliario. Fue liberada en agosto de 2019.

## Tratamiento en prisión
Amnistía Internacional informó en 2013 que los presos de conciencia vietnamitas "están detenidos en condiciones difíciles que suponen un trato cruel, inhumano o degradante". Minh Mẫn estuvo obligada a realizar trabajo físico y socialmente aislada, ya que los agentes amenazaban a otros presos de ser amigos de presos políticos.
En noviembre de 2014, Minh Mẫn fue puesta en aislamiento sin razones claras. Poco después, Minh Mẫn lanzó repetidas huelgas de hambre para crear conciencia sobre los malos tratos hacia presos de conciencia, llegó a pesar 35 kg después de su protesta.
Su padre, Nguyễn Văn Lợi, intentó visitarla al menos una vez al mes, pero debía viajar 40 horas para llegar al campo de prisioneros, y a veces era rechazado porque los guardias de la prisión ponían a Minh Mẫn en aislamiento. A diferencia de otros presos de conciencia que podían hablar libremente con sus invitados, Minh Mẫn y su padre están separados por cristales con guardias que los rodean.

## Respuesta internacional
El 28 de noviembre de 2013, el UNWGAD falló a favor de los activistas condenados durante el mismo tiempo que Minh Mẫn, declarando que Vietnam había violado sus obligaciones internacionales de derechos humanos y debía "liberar [inmediatamente]" a los presos de conciencia.
Un año después, mientras Nguyễn Đặng Minh Mẫn se enfrentaba al aislamiento y se declaraba en huelga de hambre contra el abuso de la prisión, los estudiantes de la Clínica Jurídica de Libertad de Expresión presentaron una petición en noviembre de 2014 en nombre de Minh Mẫn al Grupo de Trabajo de la ONU sobre Detención Arbitraria (UNWGAD). Esta petición crea conciencia sobre la violación del gobierno vietnamita de sus compromisos internacionales con los derechos humanos. 
El 11 de junio de 2015, su padre Nguyễn Văn Lợi habló en el Capitolio de los Estados Unidos para crear conciencia sobre las luchas que su hija y otros presos de conciencia debían soportar en prisión. Contó que "[los guardias de la prisión] le daban arroz con sal, solo 1 litro de agua potable al día, no le dejaban agua por razones higiénicas, ni red para dormir; un cambio de ropa durante unos 15 a 20 días en un mes ".
En el Día Internacional de los Derechos Humanos en 2015, se lanzó una campaña de redacción de cartas y redes sociales llamada #BarsForBlogging para crear conciencia sobre los tres presos de conciencia restantes del juicio de 2013: Nguyễn Đặng Minh Mẫn, Đặng Xuân Diệu y Hồ Đức Hoà.